# Oh Sehun (ca sĩ)
Oh Se-hun (tiếng Hàn: 오세훈, Hanja: 吴世勋, Hán-Việt: Ngô Thế Huân; sinh ngày 12 tháng 4 năm 1994), thường được biết đến với nghệ danh Sehun, là một nam ca sĩ, nhạc sỹ, diễn viên, người mẫu và doanh nhân người Hàn Quốc. Anh là thành viên nhỏ tuổi nhất của nhóm nhạc Hàn Quốc EXO do SM Entertainment thành lập và quản lý, cũng như của các nhóm nhỏ EXO-SC và EXO-K.

## Tiểu sử
Oh Sehun sinh ngày 12 tháng 4 năm 1994 tại Apgujeong-dong, Gangnam, Seoul, Hàn Quốc, và là con một trong gia đình. Anh từng có thời gian sống cùng gia đình tại Paris, France khoảng 5 năm đầu đời, sau đó trở về Apgujeong-dong, theo học lần lượt hai trường là tiểu học và trung học Apgujeong. Sehun đã tốt nghiệp Trường Trung học Biểu diễn nghệ thuật Seoul (SOPA) vào tháng 2 năm 2013. Anh được một nhân viên của SM Entertainment phát hiện khi đang ăn bánh gạo cay trên đường phố Seoul khi mới 9 tuổi, vì nghĩ nhân viên của SM là người xấu nên anh đã bỏ chạy. Sau 30 phút thuyết phục thì cuối cùng anh cũng nhận lời mời từ nhân viên của SM và trở thành thực tập sinh của công ty vào năm 2008, khi anh 14 tuổi, sau bốn lần thử giọng trong vòng hai năm.

## Sự nghiệp

### 2012–17: Ra mắt với EXO và khởi đầu sự nghiệp
Sehun được công bố là thành viên chính thức thứ năm của EXO vào ngày 10 tháng 1 và sau đó ra mắt công chúng cùng nhóm vào ngày 8 tháng 4 năm 2012.
Tháng 4 năm 2012, Sehun xuất hiện với tư cách khách mời trong video âm nhạc cho bài hát "Twinkle" của nhóm nhạc nữ Girls' Generation-TTS cùng với các thành viên cùng nhóm Baekhyun, Chanyeol và Kai. Tháng 7 năm 2013, Sehun xuất hiện với tư cách khách mời trong tập 2 của phim hài kịch tình huống Royal Villa cùng với Chanyeol. Tháng 5 năm 2015, Sehun xuất hiện với tư cách khách mời trong video âm nhạc cho bài hát "Who Are You" của BoA.
Ngày 17 tháng 2 năm 2016, Sehun được trao giải thưởng cá nhân đầu tiên Weibo Star Award do người sử dụng mạng xã hội Trung Quốc Sina Weibo bình chọn tại lễ trao giải Gaon Chart K-Pop Awards lần thứ năm. Tháng 3 năm 2016, anh bắt đầu ghi hình cho bộ phim điện ảnh Trung Quốc I Love Catman trong vai nam chính. Tháng 7 năm 2016, anh được công bố là sẽ đảm nhận vai nam chính Ngôn Tố trong bộ phim truyền hình Hàn-Trung Quốc My Dear Archimedes.
Tháng 2 năm 2017, tại lễ trao giải Gaon Chart K-Pop Awards lần thứ sáu, Sehun được nhận giải Artist of the Year (Solo) - Fan Choice do Fan bình chọn.
Tháng 4 năm 2017, tại lễ trao giải YinYueTai  The 5th V Chart Awards lần thứ năm, anh nhận được giải "Most Popular Artist Live Voting" (Nghệ sĩ nổi tiếng nhất do Fan trực tiếp bình chọn). Tháng 9 năm 2017, Sehun tham gia show truyền hình tạp kĩ của Netflix có tên là BUSTED.

### 2018–nay: EXO-SC
Tháng 2 năm 2018, Sehun được công bố đảm nhận vai nam chính trong bộ phim truyền hình được chuyển thể từ truyện tranh nổi tiếng mang tên Dokgo Rewind. Tháng 5 năm 2018, anh được công bố là sẽ xuất hiện trong web drama Secret Queen Makers do Lotte sản xuất. Tháng 11 năm 2018, tại lễ trao giải Asia Artist Awards lần thứ ba, Sehun được nhận giải Starpay Popularity Award - Actor do người hâm mộ bình chọn.
Vào ngày 14 tháng 9 năm 2018, Sehun và thành viên cùng nhóm Chanyeol đã hợp tác để ra mắt đĩa đơn "We Young", cho  SM Station X 0. Ngày 5 tháng 6 năm 2019, SM Entertainment công bố Sehun và Chanyeol sẽ ra mắt với tư cách nhóm nhỏ chính thức thứ hai và bộ đôi đầu tiên của EXO với tên gọi EXO-SC. EXO-SC đã ra mắt với mini-album đầu tay What A Life gồm 6 bài hát vào ngày 22 tháng 7 năm 2019.
Tháng 6 năm 2020, Sehun được công bố là sẽ xuất hiện trong bộ phim điện ảnh The Pirates: Goblin Flag. Năm 2021, anh đảm nhận vai Hwang Chi-hyung trong bộ phim truyền hình Bây giờ, chúng ta đang chia tay. Nhân vật của anh là nhân viên mới của công ty thời trang The One, con trai CEO của công ty (Joo Jin-mo) và em trai của nhân vật nữ thứ (Choi Hee-seo).
Năm 2023, Sehun tham gia vào vai chính Go Yoo trong bộ phim thanh xuân vườn trường All that we loved, hợp tác cùng nữ diễn viên Jang Yeo Bin và nam diễn viên tân binh Jo Joon Young.

## Danh sách đĩa nhạc

### Bài hát
| Tên                       | Năm                     | Thứ hạng cao nhất       | Thứ hạng cao nhất       | Thứ hạng cao nhất       | Album                              |
| Tên                       | Năm                     | HQ Gaon                 | HQ Billboard            | Mỹ World                | Album                              |
| Với tư cách ca sĩ chính   | Với tư cách ca sĩ chính | Với tư cách ca sĩ chính | Với tư cách ca sĩ chính | Với tư cách ca sĩ chính | Với tư cách ca sĩ chính            |
| ------------------------- | ----------------------- | ----------------------- | ----------------------- | ----------------------- | ---------------------------------- |
| "Beat Maker"              | 2014                    | —                       | —                       | —                       | Exology Chapter 1: The Lost Planet |
| Cộng tác                  |                         |                         |                         |                         |                                    |
| "We Young" (với Chanyeol) | 2018                    | 72                      | 71                      | 3                       | Non-album single                   |

## Danh sách phim và chương trình truyền hình

### Phim điện ảnh
| Năm  | Tựa đề                                       | Vai        | Ghi chú                  |
| ---- | -------------------------------------------- | ---------- | ------------------------ |
| 2015 | SM Town the Stage                            | Chính mình | Phim tài liệu về SM Town |
| 2022 | The Pirates: Goblin Flag                     | Han Goong  | Vai thứ chính            |
| 2021 | Tôi Yêu Miêu Tinh Nhân (CATMAN / 我爱喵星人) | Lương Cừ   | Nam chính                |

### Phim truyền hình
| Năm  | Phim                                                     | Kênh          | Vai                              | Ghi chú       |
| ---- | -------------------------------------------------------- | ------------- | -------------------------------- | ------------- |
| 2015 | EXO Next Door                                            | Line TV       | Oh Sehun                         | Vai chính     |
| 2018 | Secret Queen Makers                                      | Naver TV Cast | CEO Lotte Mall Oh Sehun          | Vai chính     |
| 2018 | Độc Cô Tiền Truyện (Dokgo Rewind)                        | oksusu        | Kang Hyuk                        | Nam chính     |
| 2021 | Bây giờ, chúng ta đang chia tay                          | SBS           | Hwang Chi-hyung (Hoàng Chí Hùng) | Vai thứ chính |
| 2023 | Vì Những Gì Ta Đã Yêu                                    | SBS           | Go Yoo (Cố Duy)                  | Vai chính     |
| TBA  | Thân Ái Archimedes (My Dear Archimedes / 亲爱的阿基米德) | LeTV          | Ngôn Tố (Giáo sư S.A Yan Su)     | Nam chính     |
| 2021 | CAT MAN ( Tôi yêu miêu nhân)                             |               | Lương Cừ                         | Nam chính     |

### Chương trình truyền hình
| Năm     | Tên                                              | Kênh                           | Ghi chú                               |
| ------- | ------------------------------------------------ | ------------------------------ | ------------------------------------- |
| 2012    | Sina Live Chat                                   | SinaWeibo                      | Khách mời cùng EXO                    |
| 2012-14 | Happy Camp                                       | Đài Truyền hình vệ tinh Hồ Nam | Khách mời cùng EXO                    |
| 2013    | Royal Villa                                      | JTBC                           | Khách mời diễn viên tập 2             |
| 2013    | Weekly Idol                                      | MBC Every1                     | Khách mời cùng EXO tập 103, 108       |
| 2013-14 | EXO's Showtime                                   | MBC Every1                     | Cùng EXO                              |
| 2013-14 | Running Man                                      | SBS                            | Khách mời cùng EXO tập 171, 209       |
| 2014    | Show! Music Core                                 | MBC                            | Khách mời MC cùng thành viên EXO      |
| 2014    | EXO와의 즐거운 EXO - Baking cookies with EXO-K's | Mnet                           | Cùng EXO                              |
| 2014    | EXO 90:2014                                      | Mnet                           | Cùng EXO                              |
| 2014    | Lễ trao giải phim truyền hình KBS 2014           | KBS                            | Khách mời MC trao giải cùng EXO       |
| 2015    | LINE TV Surplines EXO Special Camping            | Line TV                        | Cùng EXO                              |
| 2015    | Star Date - Guerilla Date with EXO               | KBS                            | Cùng EXO                              |
| 2015    | The Exploration of The World                     | Jiangsu Television             | Khách mời cùng EXO                    |
| 2016    | 你看起来很好吃 yummy! yummy!                     | LeTV                           | Khách mời tập 3, 4                    |
| 2016    | Star Show 360                                    | MBC Every1                     | Khách mời cùng EXO tập 1, 2           |
| 2017    | KCON Australia                                   | Mnet                           | Khách mời MC cùng thành viên EXO      |
| 2017    | Hello Counselor                                  | KBS                            | Khách mời cùng thành viên EXO tập 350 |
| 2018    | BUSTED                                           | Netflix                        | Diễn viên chính                       |
| 2018    | Happy Together 4                                 | KBS2                           | Khách mời cùng thành viên EXO tập 5   |

### Xuất hiện trong video âm nhạc
| Năm  | MV      | Nghệ sĩ               | Ghi chú        |
| ---- | ------- | --------------------- | -------------- |
| 2012 | Twinkle | Girls' Generation-TTS | Cùng với EXO-K |

## Sự kiện thời trang
| Thời gian  | Sự kiện                                                    | Show diễn                              | Vai trò             | Thương hiệu       | Ghi chú |
| ---------- | ---------------------------------------------------------- | -------------------------------------- | ------------------- | ----------------- | --- |
| 21.03.2014 | Tuần lễ thời trang Thu - Đông Seoul 2014                   | X                                      | Khách mời / catwalk | X                 | Cùng với EXO |
| 19.10.2015 | Tuần lễ thời trang Seoul                                   | X                                      | Khách mời           | X                 | |
| 07.03.2017 | Tuần lễ thời trang Paris                                   | Louis Vuitton Women's Fall/Winter 2017 | Khách mời           | Louis Vuitton     | Liên tiếp trong 2 năm 2017 và 2018, Sehun được kinh thánh thời trang Vogue chọn là người đàn ông mặc trang phục của Louis Vuitton đẹp nhất tại Tuần lễ thời trang Paris. |
| 29.05.2018 | Tuần lễ thời trang Paris                                   | Louis Vuitton Resort 2019              | Khách mời           | Louis Vuitton     | Liên tiếp trong 2 năm 2017 và 2018, Sehun được kinh thánh thời trang Vogue chọn là người đàn ông mặc trang phục của Louis Vuitton đẹp nhất tại Tuần lễ thời trang Paris. |
| 24.03.2019 | Tuần lễ thời trang Seoul 2019                              | X                                      | Khách mời           | X                 | |
| 30.10.2019 | Khai trương cửa hàng Louis Vuitton Maison tại quận Gangnam | X                                      | Khách mời           | Louis Vuitton     | Sehun được ưu ái diện bộ vest nằm trong Collection 2020 chưa ra mắt do HEADQUARTER LV gửi tặng riêng.                                                                    |
| 20.09.2018 | Launching Event tại Seoul                                  | X                                      | Đại sứ Toàn cầu     | Ermenegildo Zegna | |
| 17.01.2020 | Tuần lễ thời trang Paris 2020                              | Show Berluti Winter                    | Khách mời           | Berluti           | Outfit mà Sehun diện là được Giám đốc sáng tạo của Berluti là Van Assche chuẩn bị riêng cho anh.                                                                         |
| 30.04.2022 | Fashion Show Dior                                          | Fashion Show BST Fall 2022             | Đại sứ Thương hiệu  | Dior              | |
| 16.11.2017 | Moncler's Event in HongKong                                | X                                      | Khách mời           | Moncler           | |

## Người mẫu tạp chí

### Lục đại nữ san
| Tên tạp chí     | Mở khoá                | Ghi chú            |
| --------------- | ---------------------- | ------------------ |
| VOGUE           | {\displaystyle \surd } |                    |
| Harper's BAZAAR |                        |                    |
| ELLE            | {\displaystyle \surd } |                    |
| Marie Claire    | {\displaystyle \surd } |                    |
| COSMOPOLITAN    | {\displaystyle \surd } | COSMOPOLITAN China |
| W Korea         | {\displaystyle \surd } |                    |

### Nhị tiểu
| Tên tạp chí   | Mở khoá                | Ghi chú             |
| ------------- | ---------------------- | ------------------- |
| L'OFFICIEL    |                        |                     |
| MADAME FIGARO | {\displaystyle \surd } | MADAME FIGARO China |

### Ngũ đại nam san
| Tên tạp chí         | Mở khoá                | Ghi chú                           |
| ------------------- | ---------------------- | --------------------------------- |
| GQ (tạp chí)        | {\displaystyle \surd } |                                   |
| Esquire             | {\displaystyle \surd } |                                   |
| ELLEMEN             | {\displaystyle \surd } | Cùng với Park Chanyeol, Lay Zhang |
| L'Officiel Hommes   | {\displaystyle \surd } |                                   |
| Harper's BAZAAR MEN |                        |                                   |

### Tuần San
| Tên Tạp chí   | Mở Khóa                | Ghi chú      |
| ------------- | ---------------------- | ------------ |
| FEMINA        |                        |              |
| GRAZIA        | {\displaystyle \surd } | Cùng với Kai |
| OK!           |                        |              |
| InStyle       |                        |              |
| So Figaro     |                        |              |
| MODERN WEEKLY |                        |              |

### Đặc san và các phụ bản của ngũ đại
| Tên tạp chí          | Mở khoá                | Ghi chú          |
| -------------------- | ---------------------- | ---------------- |
| VOGUE Me             |                        |                  |
| VOGUE Film           |                        |                  |
| Super ELLE           | {\displaystyle \surd } | Super Elle China |
| GQ Styles            |                        |                  |
| ESQUIRE fine         |                        |                  |
| Leon YOUNG           | {\displaystyle \surd } |                  |
| MarieClaire NOW      |                        |                  |
| miniBAZAAR           |                        |                  |
| Bazaar Jewelry       |                        |                  |
| COSMO Beauty Bible   |                        |                  |
| COSMO Bride          |                        |                  |
| Madame Figaro Hommes |                        |                  |

### Danh sách bìa tạp chí
| Năm  | Tạp chí                 | Số phát hành | Cộng tác      |
| ---- | ----------------------- | ------------ | ------------- |
| 2016 | CéCi Korea              | Tháng 2      | Cùng Irene    |
| 2016 | W Korea                 | Tháng 7      | Cùng EXO      |
| 2016 | L'Uomo Vogue Italia     | Tháng 12     | Cùng EXO      |
| 2017 | Vogue Korea             | Tháng 4      | Cùng EXO      |
| 2017 | Marie Claire Korea      | Tháng 7      |               |
| 2017 | Super Elle China        | Tháng 8      |               |
| 2017 | L'Optimum Thailand      | Tháng 3      |               |
| 2018 | LEON Young Korea        | Tháng 1      |               |
| 2018 | Vogue Korea             | Tháng 8      |               |
| 2019 | Madame FIGARO China     | Tháng 3      |               |
| 2019 | Cosmopolitan China      | Tháng 4      |               |
| 2019 | W Korea                 | Tháng 7      | Cùng Chanyeol |
| 2019 | Super Elle China        | Tháng 8      | Cùng Chanyeol |
| 2020 | L'Officiel Hommes Korea | Tháng 4      |               |
| 2021 | Dazed Korea             | Tháng 1      |               |
| 2021 | Esquire Korea           | Tháng 8      |               |
| 2021 | W Korea                 | Tháng 12     |               |
| 2022 | GQ Korea                | Tháng 4      |               |
| 2022 | Elle Korea              | Tháng 9      |               |

## Đại diện, đại sứ thương hiệu
| Năm         | Thương hiệu                    | Danh phận                                                                                    | Ref.   |
| ----------- | ------------------------------ | -------------------------------------------------------------------------------------------- | ------ |
| 2018 - nay  | Ermenegildo Zegna              | Đại sứ toàn cầu                                                                              | [ 20 ] |
| 2018 - nay  | Berluti                        | Đại sứ toàn cầu / Cố vấn thiết kế                                                            |        |
| 2019 - 2021 | Tao Kae Noi                    | Presenter / Đại sứ châu Á                                                                    | [ 21 ] |
| 2020        | Dr. Jart+                      | Đại sứ châu Á                                                                                | [ 22 ] |
| 2020        | Some by Mi                     | Đại sứ thương hiệu                                                                           | [ 23 ] |
| 2020 - nay  | Dior Men                       | Đại sứ toàn cầu và Gương mặt đại diện (Global House Ambassador & The Face of Brand) Dior Men |        |
| 2021 - nay  | Dior                           | Đại sứ toàn cầu và Gương mặt đại diện (Global House Ambassador & The Face of Brand) Dior     | [ 24 ] |
| 2021 - nay  | Catier (Pasha de Catier Watch) | Đại sứ toàn cầu                                                                              |        |

## Sáng tác
All credits are adapted from the Korea Music Copyright Association (KOMCA), unless stated otherwise.
| Bài hát                                       | Năm  | Album            | Nghệ sĩ | Lời      | Lời                                                                 | Nhạc     | Nhạc                                                |
| Bài hát                                       | Năm  | Album            | Nghệ sĩ | Credited | Cùng với                                                            | Credited | Cùng với                                            |
| --------------------------------------------- | ---- | ---------------- | ------- | -------- | ------------------------------------------------------------------- | -------- | --------------------------------------------------- |
| "Go"                                          | 2019 | Non-album single | Sehun   | Yes      | MQ, MZMC, White Kevin Clark, Woods Michael Clinton II, Bazzi Andrew | No       | —                                                   |
| "What a Life"                                 | 2019 | What a Life      | EXO-SC  | Yes      | Sehun, Loey                                                         | No       | —                                                   |
| "Just Us 2" (있어 희미하게) (featuring Sehun) | 2019 | What a Life      | EXO-SC  | Yes      | Sehun, Boi B, Loey                                                  | No       | —                                                   |
| "Closer to You" (부르면 돼)                   | 2019 | What a Life      | EXO-SC  | Yes      | Sehun, Hangzoo, Loey                                                | No       | —                                                   |
| "Borderline" (선)                             | 2019 | What a Life      | EXO-SC  | Yes      | Sehun, Loey                                                         | No       | —                                                   |
| "Roller Coaster" (롤러코스터)                 | 2019 | What a Life      | EXO-SC  | Yes      | Studio 519 (Loey, MQ, jeon yong-joon, yunji, Sehun)                 | Yes      | Studio 519 (Loey, MQ, jeon yong-joon, yunji, Sehun) |
| "Daydreamin'" (夢)                            | 2019 | What a Life      | EXO-SC  | Yes      | Studio 519 (Loey, MQ, jeon yong-joon, yunji, Sehun)                 | Yes      | Studio 519 (Loey, MQ, jeon yong-joon, yunji, Sehun) |
| "1 Billion Views" (10억뷰) (featuring Moon)   | 2020 | 1 Billion Views  | EXO-SC  | Yes      | Sehun, Boi B, Loey                                                  | No       | —                                                   |
| "Say It" (featuring Penomeco)                 | 2020 | 1 Billion Views  | EXO-SC  | Yes      | Sehun, THAMA, Loey, Penomeco                                        | No       | —                                                   |
| "Rodeo Station" (로데오역)                    | 2020 | 1 Billion Views  | EXO-SC  | Yes      | Sehun, Boi B, Loey                                                  | No       | —                                                   |
| "Telephone" (척) (featuring 10cm)             | 2020 | 1 Billion Views  | EXO-SC  | Yes      | Studio 519 (Loey, MQ, jeon yong-joon, yunji, Sehun)                 | Yes      | Studio 519 (Loey, MQ, jeon yong-joon, yunji, Sehun) |
| "Jet Lag" (시차적응)                          | 2020 | 1 Billion Views  | EXO-SC  | Yes      | Sehun, Hangzoo, Loey                                                | No       | —                                                   |
| "Fly Away" (날개) (featuring Gaeko)           | 2020 | 1 Billion Views  | EXO-SC  | Yes      | Studio 519 (Loey, MQ, jeon yong-joon, yunji, Sehun)                 | Yes      | Studio 519 (Loey, MQ, jeon yong-joon, yunji, Sehun) |
| "On Me"                                       | 2020 | 1 Billion Views  | EXO-SC  | Yes      | Studio 519 (Loey, MQ, jeon yong-joon, yunji, Sehun)                 | Yes      | Studio 519 (Loey, MQ, jeon yong-joon, yunji, Sehun) |

## Giải thưởng và đề cử
| Năm  | Giải thưởng                                           | Hạng mục                                                | Được đề cử   | Kết quả   | Chú thích |
| ---- | ----------------------------------------------------- | ------------------------------------------------------- | ------------ | --------- | --------- |
| 2016 | Gaon Chart K-Pop Awards lần thứ 5                     | Ngôi sao Weibo                                          | Chính mình   | Đoạt giải | [ 26 ]    |
| 2017 | Gaon Chart K-Pop Awards lần thứ 6                     | Nghệ sĩ do người hâm mộ lựa chọn                        | Chính mình   | Đoạt giải | [ 27 ]    |
| 2017 | ‪YinYueTai V-Chart Awards lần thứ 5                    | Nghệ sĩ được yêu thích nhất                             | Chính mình   | Đoạt giải | [ 28 ]    |
| 2017 | Celeb's Pick x Naver Fashion Beauty Fashionista Award | Biểu tượng toàn cầu (Global Icon)                       | Chính mình   | Đoạt giải |           |
| 2017 | ‪Peeper x Billboard Korea‬ Award tháng 11               | Nghệ sĩ K-pop hàng đầu (Cá Nhân)                        | Chính mình   | Đoạt giải | [ 29 ]    |
| 2017 | 5th V Chart Awards                                    | Most Popular Artist Tonight                             | Chính mình   | Đoạt giải |           |
| 2018 | Asia Artist Awards lần thứ 3                          | Nghệ sĩ yêu thích của Star Pay (Diễn viên)              | Chính mình   | Đoạt giải | [ 30 ]    |
| 2019 | Weibo Starlight Awards                                | Nam nghệ sĩ nước ngoài                                  | Chính mình   | Đoạt giải | [ 31 ]    |
| 2019 | Soompi Awards lần thứ 14                              | Nam diễn viên thần tượng xuất sắc nhất                  | Dokgo Rewind | Đoạt giải | [ 32 ]    |
| 2019 | Asia Artist Awards lần thứ 4                          | AAA x Dongnam Media & FPT Polytechnic Award (Diễn viên) | Chính mình   | Đoạt giải | \         |